# تریلوفوسور
تریلوفوسورها یا سه‌لبه‌سوسماران (به انگلیسی: Trilophosaur) یک خانواده از خزندگان دوکاو بود که در دورهٔ تریاس می‌زیستند، و وابسته به شاه‌سوسماران و گیاه‌خوار بودند٬.
معروف‌ترین گونهٔ این خانواده تریلوفوسور است که ۲/۵ متر درازا و جمجمه‌ای فوق‌العاده سنگین و دندان‌هایی پهن و تیز برای برش هر چه بهتر گیاهان داشتند. آن‌ها در آمریکای شمالی و اروپا پیدا شده‌اند.